# 第8回JSLカップ
第8回JSLカップ（だい8かいJSLカップ）は、1983年6月11日から6月26日に行われた日本サッカーリーグ主催の大会である。大会はJSL1部、2部に所属する全20チーム参加によるトーナメント方式で争われた。優勝はヤンマーディーゼルサッカー部であった。

## 出場クラブ

### JSL1部
- 三菱重工業サッカー部
- ヤンマーディーゼルサッカー部
- 古河電気工業サッカー部
- フジタ工業クラブサッカー部
- 読売サッカークラブ
- 日立製作所サッカー部
- マツダスポーツクラブ東洋工業サッカー部
- 日産自動車サッカー部
- 本田技研工業サッカー部
- ヤマハ発動機サッカー部

### JSL2部
- 日本鋼管サッカー部
- 東芝サッカー部
- 住友金属工業蹴球団
- 田辺製薬サッカー部
- 新日本製鐵サッカー部
- トヨタ自動車サッカー部
- 富士通サッカー部
- 甲府サッカークラブ
- 埼玉教員サッカークラブ
- 東邦チタニウムサッカー部

## 試合

### 1回戦
- 読売クラブ 1-1（PK3-1）新日鉄
- 甲府クラブ 1-1（PK4-1）東邦チタニウム
- 古河電工 0-1 日本鋼管
- 田辺製薬 1-0 埼玉教員

### 2回戦
- ヤンマー 5-1 三菱重工
- 読売クラブ 4-2 富士通
- トヨタ自動車 3-0 甲府クラブ
- フジタ工業 1-0 マツダ
- 東芝 2-2（PK4-2）ヤマハ発動機
- 日本鋼管 2-1 住友金属
- 日産自動車 3-1 田辺製薬
- 本田技研 3-1 日立製作所

### 準々決勝
- ヤンマー 1-0 読売クラブ
- トヨタ自動車 1-3 フジタ工業
- 東芝 1-3 日本鋼管
- 日産自動車 2-1 本田技研

### 準決勝
- ヤンマー 1-1（PK3-2）フジタ工業
- 日本鋼管 3-3（PK3-4）日産自動車

### 決勝
| 1983年6月26日 14:00 |

| ヤンマーディーゼル | 1 - 0 | 日産自動車 |
| OG ?分             |       |            |

| 山梨県営緑ヶ丘サッカー場 |